# برزي برود
برزي برود (Брзи Брод) هي مدينة في مقاطعة وسط صربيا في صربيا.